# Mario Deliotti Racing
Mario Deliotti Racing var ett brittiskt formel 1-stall som tävlade i slutet av 1970-talet.
Stallet med Geoff Lees som förare deltog endast i ett formel 1-lopp, Storbritanniens Grand Prix 1978, till vilket de dock inte kvalificerade sig.